# Fernando Tamagnini de Abreu
Fernando Tamagnini de Abreu e Silva (ur. 13 maja 1856, zm. 24 listopada 1924) – portugalski oficer kawalerii. Od stycznia 1917 do 25 sierpnia 1918 był głównodowodzącym liczącego 55 000 żołnierzy Portugalskiego Korpusu Ekspedycyjnego walczącego po stronie Ententy na froncie zachodnim I wojny światowej.

## Odznaczenia[2]
- Order Wojskowy Wieży i Miecza II klasy
- Order Wojskowy Chrystusa I klasy
- Order Wojskowy Avis I i II klasy